# Wilson Township (comté de Dallas, Missouri)
Pour les articles homonymes, voir Wilson Township et Wilson.
Wilson Township est un ancien township du comté de Dallas dans le Missouri, aux États-Unis,.
Fondé en 1921, il est baptisé en référence à Woodrow Wilson, 28e président des États-Unis.

## Source de la traduction
- (en) Cet article est partiellement ou en totalité issu de l’article de Wikipédia en anglais intitulé « Wilson Township, Dallas County, Missouri » (voir la liste des auteurs).